# دامر – هیولا: داستان جفری دامر
دامر – هیولا: داستان جفری دامر (انگلیسی: Dahmer – Monster: The Jeffrey Dahmer Story) مینی سریال  آمریکایی برای نتفلیکس است که در رابطه با زندگی قاتل زنجیره‌ای جفری دامر ساخته شده‌است. رایان مورفی و ایان برنن سازندگان این مجموعه هستند و ایوان پیترز در نقش دامر، در کنار ریچارد جنکینز، مالی رینگوالد، مایکل لرنید، و نیسی نش در آن ایفای نقش کرده‌اند.
دامر – هیولا: داستان جفری دامر در ۲۱ سپتامبر ۲۰۲۲ به نمایش درآمد. نقدهای این مجموعه از نظر منتقدان متفاوت بود اما موفقیتی تجاری بود و در هفته اول نمایشش به رتبه اول نتفلیکس رسید. این مجموعه ۲۸ روز پس از پخش به دومین مجموعهٔ انگلیسی‌زبان نتفلیکس با بیشترین تماشا تبدیل شد و سومین مجموعهٔ نتفلیکس بود که در ۶۰ روز از ۱ میلیارد بازدید عبور کرد. این مجموعه در هشتادمین مراسم گلدن گلوب نامزد دریافت چهار جایزه شامل بهترین مجموعه تلویزیونی کوتاه یا فیلم تلویزیونی شد.

## طرح داستان
این مجموعه در مورد جفری دامر و چگونگی تبدیل او به یکی از بدنام‌ترین قاتلان زنجیره‌ای در آمریکا است. قتل‌های او بین سال‌های ۱۹۷۸ و ۱۹۹۱ در بخش بث، شهرستان سومیت، اوهایو، آلیس غربی، ویسکانسین، و میلواکی، ویسکانسین انجام می‌شد. همچنین بررسی می‌کند که چگونه بی‌کفایتی و بی‌تفاوتی پلیس در انجام جنایات او نقش داشته‌است.

## بازخورد

### بینندگان
در هفته دوم انتشار، نتفلیکس اعلام کرد که دامر نهمین نمایش تلویزیونی انگلیسی‌زبان محبوب در تاریخ این شبکه است که ۵۶ میلیون خانواده تمام ۱۰ قسمت را تماشا کرده‌اند.

### منتقدان
این مجموعه در وبگاه جمع‌آوری نقد و بررسی راتن تومیتوز، بر اساس نظر ۲۱ منتقد، امتیاز تأیید ۵۲٪ با میانگین نمرهٔ ۶/۱۰ را کسب کرده‌است. اجماع منتقدان این وبگاه می‌نویسد: «در حالی که هیولا به نظر از خطر جفری دامر در حال ستایش خودآگاه است، با این حال، سبک پرخاشگر خالق رایان مورفی این داستان ترسناک را به قلمرو استثمار تهوع‌آور سوق می‌دهد.» این مجموعه در متاکریتیک، که از میانگین وزنی استفاده می‌کند، بر اساس نظر ۸ منتقد امتیاز ۴۵ از ۱۰۰ را کسب کرده که نشان‌گر «بازبینی‌های در هم ریخته یا متوسط» است.

## آینده
پس از اینکه ابتدا این مجموعه در سال ۲۰۲۰ به‌عنوان مجموعه‌ای محدود سفارش داده شد، نتفلیکس در ۷ نوامبر ۲۰۲۲ اعلام کرد که هیولا را به‌عنوان مجموعهٔ گلچین تمدید کرده است و دو انتشار دیگر بر اساس زندگی «دیگر چهره‌های هیولایی» اعلام خواهند شد.
در ۱ می ۲۰۲۳، نتفلیکس فصل دوم سریال را با عنوان هیولاها: داستان لایل و اریک منندز (۲۰۲۴) اعلام کرد که بر اساس پرونده قتل برادران منندز است. این فصل در ۱۹ سپتامبر ۲۰۲۴ پخش شد.